# FC Ungheni
FC Ungheni (officieel CF Ungheni) is een Moldavische voetbalclub uit Ungheni.
In 1954 werd Lokomotiva Ungheni opgericht en van 1991 tot 2000 speelde Atilla Ungheni. De club werd heropgericht als FCM Ungheni en had ook kort de namen Spartac Ungheni, Moldova-03 Ungheni en Olimp Ungheni. De huidige club werd in 2013 opgericht en debuteerde in het seizoen 2013/14 in de Divizia B. Een jaar later won Ungheni haar poule en promoveerde naar de Divizia A. In het seizoen 2015/16 werd Ungheni vierde en promoveerde naar de Divizia Națională omdat kampioen FC Spicul Chișcăreni geen licentie kreeg en de tweede teams van FC Zimbru Chisinau en FC Sheriff Tiraspol niet mochten promoveren. Daar speelt de club haar wedstrijden in het Stadionul Mircea Eliade in Nisporeni omdat het gemeentelijke stadion in Ungheni geen goedkeuring kreeg van de bond. In het seizoen 2016/17 eindigde de club als elfde en degradeerde. In 2019 eindigde de club als 13e in de Divizia A maar trok zich vervolgens terug uit de competitie.